# Janette Husárová
Janette Husárová (Bratislava, 4 de junho de 1974) é uma ex-tenista profissional eslovaca. Seus melhores rankings são o 3º em simples e o 31º em duplas, ambos em 2003. Ganhou 25 títulos WTA como duplista.
No início de 2016, aos 41 anos, anunciou a sua aposentadoria.

## Grand Slam finais

### Duplas (0–1)
| Posição | Ano  | Campeonato | Piso | Parceira         | Oponentes                           | Placar   |
| Vice    | 2002 | US Open    | Duro | Elena Dementieva | Virginia Ruano Pascual Paola Suárez | 6–2, 6–1 |

## WTA finais

### Duplas (25–18)
| Legenda: Antes 2009 | Legenda: Depois de 2009 |
| ------------------- | ----------------------- |
| Grand Slam (0/1)    |                         |
| Olimpíadas (0/0)    |                         |
| WTA Tour (1/0)      |                         |
| Tier I (3/4)        | Premier Mandatory (0/0) |
| Tier II (4/5)       | Premier 5 (0/0)         |
| Tier III (5/0)      | Premier (0/1)           |
| Tier IV & V (11/6)  | International (1/1)     |

| Posição | N.  | Data              | Torneio                                                      | Piso     | Parceira                | Oponentes                                           | Placar                      |
| ------- | --- | ----------------- | ------------------------------------------------------------ | -------- | ----------------------- | --------------------------------------------------- | --------------------------- |
| Vice    | 1.  | 17 Outubro 1993   | Montpellier, France                                          | Carpete  | Dominique Monami        | Meredith McGrath Claudia Porwik                     | 3–6, 6–2, 7–6(7–3)          |
| Campeã  | 1.  | 21 Julho 1996     | Internazionali Femminili di Palermo, Palermo, Itália         | Saibro   | Barbara Schett          | Florencia Labat Barbara Rittner                     | 6–1, 6–2                    |
| Campeã  | 2.  | 11 Agosto 1996    | WTA Austrian Open, Linz, Áustria                             | Saibro   | Natalia Medvedeva       | Lenka Cenková Kateřina Šišková                      | 6–4, 7–5                    |
| Campeã  | 3.  | 5 Janeiro 1997    | ASB Classic, Auckland, Nova Zelândia                         | Duro     | Dominique Monami        | Aleksandra Olsza Elena Wagner                       | 6–2, 6–(5–7), 6–3           |
| Vice    | 2.  | 5 Janeiro 1998    | ASB Classic, Auckland, Nova Zelândia                         | Duro     | Julie Halard-Decugis    | Nana Miyagi Tamarine Tanasugarn                     | 7–6(7–1), 6–4               |
| Vice    | 3.  | 12 Janeiro 1998   | Hobart International, Hobart, Austrália                      | Duro     | Julie Halard-Decugis    | Virginia Ruano Pascual Paola Suárez                 | 7–6(8–6), 6–3               |
| Campeã  | 4.  | 23 Fevereiro 1998 | Copa Colsanitas, Bogotá, Colômbia                            | Saibro   | Paola Suárez            | Melissa Mazzotta Ekaterina Sysoeva                  | 3–6, 6–2, 6–3               |
| Vice    | 4.  | 9 Maio 1999       | J&S Cup, Varsóvia, Polônia                                   | Saibro   | Amélie Cocheteux        | Cătălina Cristea Irina Selyutina                    | 6–1, 6–2                    |
| Vice    | 5.  | 10 Outubro 1999   | Brasil Open, São Paulo, Brasil                               | Saibro   | Florencia Labat         | Laura Montalvo Paola Suárez                         | 6–7(1–7), 7–5, 7–5          |
| Vice    | 6.  | 20 Fevereiro 2000 | Brasil Open, São Paulo, Brasil                               | Saibro   | Florencia Labat         | Laura Montalvo Paola Suárez                         | 5–7, 6–4, 6–3               |
| Campeã  | 5.  | 14 Maio 2000      | J&S Cup, varsóvia, Polônia                                   | Saibro   | Tathiana Garbin         | Iroda Tulyaganova Anna Zaporozhanova                | 6–3, 6–1                    |
| Campeã  | 6.  | 7 Janeiro 2001    | Mondial Australian Women's Hardcourts, Gold Coast, Austrália | Duro     | Giulia Casoni           | Katie Schlukebir Meghann Shaughnessy                | 7–6(11–9), 7–5              |
| Campeã  | 7.  | 25 Fevereiro 2001 | Copa Colsanitas, Bogotá, Colômbia                            | Saibro   | Tathiana Garbin         | Laura Montalvo Paola Suárez                         | 6–4, 2–6, 6–4               |
| Campeã  | 8.  | 22 Abril 2001     | Budapest Grand Prix, Budapeste, Hungria                      | Saibro   | Tathiana Garbin         | Zsófia Gubacsi Dragana Zarić                        | 6–1, 6–3                    |
| Campeã  | 9.  | 15 Julho 2001     | Internazionali Femminili di Palermo, Palermo, Itália         | Saibro   | Tathiana Garbin         | María José Martínez Sánchez Anabel Medina Garrigues | 4–6, 6–2, 6–4               |
| Vice    | 7.  | 4 Fevereiro 2002  | Open GDF Suez, Paris, França                                 | Carpete  | Elena Dementieva        | Nathalie Dechy Meilen Tu                            | walkover                    |
| Campeã  | 10. | 17 Fevereiro 2002 | Qatar Ladies Open, Doha, Qatar                               | Duro     | Arantxa Sánchez Vicario | Alexandra Fusai Caroline Vis                        | 6–3, 6–3                    |
| Vice    | 8.  | 4 Março 2002      | Indian Wells Masters, Indian Wells, EUA                      | Duro     | Elena Dementieva        | Lisa Raymond Rennae Stubbs                          | 7–5, 6–0                    |
| Campeã  | 11. | 12 Maio 2002      | WTA German Open, Berlin, Alemanha                            | Saibro   | Elena Dementieva        | Daniela Hantuchová Arantxa Sánchez Vicario          | 0–6, 7–6(7–3), 6–2          |
| Vice    | 9.  | 28 Julho 2002     | Bank of the West Classic, Stanford, EUA                      | Duro     | Conchita Martínez       | Lisa Raymond Rennae Stubbs                          | 6–1, 6–1                    |
| Campeã  | 12. | 4 Agosto 2002     | Acura Classic, San Diego, EUA                                | Duro     | Elena Dementieva        | Daniela Hantuchová Ai Sugiyama                      | 6–2, 6–4                    |
| Vice    | 10. | 24 Agosto 2002    | Pilot Pen Tennis, New Haven, EUA                             | Duro     | Tathiana Garbin         | Daniela Hantuchová Arantxa Sánchez Vicario          | 6–3, 1–6, 7–5               |
| Vice    | 11. | 26 Agosto 2002    | US Open, New York, EUA                                       | Duro     | Elena Dementieva        | Virginia Ruano Pascual Paola Suárez                 | 6–2, 6–1                    |
| Vice    | 12. | 24 Setembro 2002  | Sparkassen Cup, Leipzig, Alemanha                            | Carpete  | Paola Suárez            | Alexandra Stevenson Serena Williams                 | 6–3, 7–5                    |
| Campeã  | 13. | 6 Outubro 2002    | Kremlin Cup, Moscou, Rússia                                  | Carpete  | Elena Dementieva        | Jelena Dokić Nadia Petrova                          | 2–6, 6–3, 7–6(9–7)          |
| Campeã  | 14. | 27 Outubro 2002   | Fortis Championships Luxembourg, , Luxemburgo                | Duro (i) | Kim Clijsters           | Květa Hrdličková Barbara Rittner                    | 4–6, 6–3, 7–5               |
| Campeã  | 15. | 11 Novembro 2002  | WTA Tour Championships, Los Angeles, EUA                     | Duro (i) | Elena Dementieva        | Cara Black Elena Likhovtseva                        | 4–6, 6–4, 6–3               |
| Vice    | 13. | 13 Abril 2003     | Family Circle Cup, Charleston, EUA                           | Saibro   | Conchita Martínez       | Virginia Ruano Pascual Paola Suárez                 | 6–0, 6–3                    |
| Campeã  | 16. | 28 Fevereiro 2004 | Dubai Tennis Championships, Dubai, EAU                       | Duro     | Conchita Martínez       | Svetlana Kuznetsova Elena Likhovtseva               | 6–0, 1–6, 6–3               |
| Vice    | 14. | 5 Março 2004      | Qatar Ladies Open, Doha, Qatar                               | Duro     | Conchita Martínez       | Svetlana Kuznetsova Elena Likhovtseva               | 7–6(7–4), 6–2               |
| Campeã  | 17. | 18 Abril 2004     | Estoril Open, Estoril, Portugal                              | Saibro   | Emmanuelle Gagliardi    | Olga Blahotová Gabriela Navrátilová                 | 6–3, 6–2                    |
| Vice    | 15. | 3 Maio 2004       | WTA German Open, Berlin, Alemanha                            | Saibro   | Conchita Martínez       | Nadia Petrova Meghann Shaughnessy                   | 6–2, 2–6, 6–1               |
| Campeã  | 18. | 31 Outubro 2004   | Generali Ladies Linz, Linz, Áustria                          | Duro (i) | Elena Likhovtseva       | Nathalie Dechy Patty Schnyder                       | 6–2, 7–5                    |
| Campeã  | 19. | 6 Fevereiro 2005  | Toray Pan Pacific Open, Tokyo, Japão                         | Carpete  | Elena Likhovtseva       | Lindsay Davenport Corina Morariu                    | 6–4, 6–3                    |
| Campeã  | 20. | 23 Julho 2006     | Internazionali Femminili di Palermo, Palermo, Itália         | Saibro   | Michaëlla Krajicek      | Alice Canepa Giulia Gabba                           | 6–0, 6–0                    |
| Campeã  | 21. | 30 Julho 2006     | Budapest Grand Prix, Budapeste, Hungria                      | Saibro   | Michaëlla Krajicek      | Lucie Hradecká Renata Voráčová                      | 4–6, 6–4, 6–4               |
| Campeã  | 22. | 6 Janeiro 2007    | ASB Classic, Auckland, Nova Zelândia                         | Duro     | Paola Suárez            | Hsieh Su-wei Shikha Uberoi                          | 6–0, 6–2                    |
| Campeã  | 23. | 30 Setembro 2007  | Fortis Championships Luxembourg, Luxemburgo                  | Duro (i) | Iveta Benešová          | Victoria Azarenka Shahar Pe'er                      | 6–4, 6–2                    |
| Vice    | 16. | 18 Maio 2008      | Internazionali BNL d'Italia, Roma, Itália                    | Saibro   | Iveta Benešová          | Chuang Chia-jung Chan Yung-jan                      | 7–6(7–5), 6–3               |
| Campeã  | 24. | 13 Julho 2008     | Budapest Grand Prix, Budapeste, Hungria                      | Saibro   | Alizé Cornet            | Vanessa Henke Raluca Olaru                          | 6–7(5–7), 6–1, [10–6]       |
| Campeã  | 25. | 5 Maio 2012       | Budapest Grand Prix, Budapeste, Hungria                      | Saibro   | Magdaléna Rybáriková    | Eva Birnerová Michaëlla Krajicek                    | 6–4, 6–2                    |
| Vice    | 17. | 3 Março 2013      | Malaysian Open, Kuala Lumpur, Malásia                        | Duro     | Shuai Zhang             | Shuko Aoyama Chang Kai-chen                         | 7-6(7-4), 6-7(4-7), [12-14] |
| Vice    | 18. | 5 Agosto 2013     | Southern California Open, Carlsbad, EUA                      | Duro     | Chan Hao-ching          | Raquel Kops-Jones Abigail Spears                    | 4-6, 1-6                    |